# Abell S740
Abell S740 — одне зі щільних скупчень галактик, ідентифікованих в каталозі Ейбелла. Воно розташоване в сузір'ї Центавра на відстані більш ніж 450 Мсв.р. від Землі й має червоний зсув близько 0.0336. Його найяскравішою галактикою є ESO 325-G004.
Каталог NASA позагалактичних об'єктів класифікує рівень населеності цього скупчення як 0, що згідно з описом каталогу Ейбелла становить 30-49 галактик.